# Bertula depressalis
Bertula depressalis är en fjärilsart som beskrevs av Pieter Cornelius Tobias Snellen. Bertula depressalis ingår i släktet Bertula och familjen nattflyn. Inga underarter finns listade i Catalogue of Life.